# 매튜 셰퍼드 그리고 제임스 버드 2세 증오범죄방지법안
2009년에 '매튜 셰퍼드 그리고 제임스 버드 2세 증오범죄방지법안'이 미국에서 공포되었고, 그것은 연방 증오범죄의 정의릍 확대해서 다음의 폭력 범죄를 포함시켰는데 그것은 피해자가 그들의 실제 혹은 인식된 장애 때문에 선택된 범죄이다; 이전에 연방 증오범죄는 다음의 폭력 범죄들로만 정의되었는데 그것은 피해자가 그들의 인종, 피부색, 종교, 혹은 국적 때문에 선택된 범죄이다.